# Saint-Germain-du-Corbéis

Saint-Germain-du-Corbéis este o comună în departamentul Orne, Franța. În 1 ianuarie 2022 avea o populație de 3.648 de locuitori.